# Гиренко, Павел Дмитриевич
Павел Дмитриевич Гиренко (1911—1990) — организатор строительного производства, Герой Социалистического Труда (1958). Почётный гражданин города Краснотурьинска.

## Биография
Родился 10 января 1911 года на станции Люботин (ныне — город в Харьковской области Украины). Окончил семь классов школы, Харьковский автодорожный техникум, Харьковский автодорожный институт, после чего работал начальником автоколонны, а затем — транспортного управления на строительстве канала Москва-Волга. Позднее возглавлял транспортные отделы на стройках Мурманского судоремонтного завода, морских портов в посёлке Амдерма и Североморске.
Позднее Гиренко стал руководителем транспортной конторы на строительстве Богословского алюминиевого завода в Краснотурьинске. В 1954—1959 годах руководил трестом «Тагилстрой».
Трест Гиренко успешно построил и запустил в эксплуатацию ряд цехов и объектов Нижнетагильского металлургического комбината, ряд шахт, рудников, фабрик, заводов, жилых домов. В строительстве начали применяться сборный железобетон, напряжённо-армированные конструкции и крупные стеновые блоки.

Могила Гиренко на Кунцевском кладбище города Москвы.

Указом Президиума Верховного Совета СССР от 9 августа 1958 года за «выдающиеся успехи, достигнутые в строительстве и промышленности строительных материалов» Павел Гиренко был удостоен высокого звания Героя Социалистического Труда с вручением ордена Ленина и медали «Серп и Молот».
Позднее Гиренко продолжал занимать высокие должности в строительных организациях на Урале.
С 1967 года жил в Москве, был сначала заместителем министра монтажных и специальных строительных работ СССР, а с 1970 года — заместителем министра строительства предприятий тяжёлой индустрии СССР. Избирался депутатом Верховного Совета РСФСР ряда созывов. С 1982 года — на пенсии.
Скончался 28 апреля 1990 года, похоронен на Кунцевском кладбище Москвы.

## Награды
- Герой Социалистического Труда (Указ Президиума Верховного Совета СССР от 9 августа 1958 года, орден Ленина и медаль «Серп и Молот») — за выдающиеся успехи, достигнутые в строительстве и промышленности строительных материалов[2]
- Орден Трудового Красного Знамени (1966 год)[1]
- Орден Дружбы Народов (9 января 1981 года) — за заслуги в области капитального строительства и в связи с семидесятилетием со дня рождения[3]
- Орден «Знак Почета» (10 февраля 1944 года) — за успешное выполнение заданий правительства по увеличению выпуска алюминия и магния, по восстановлению эвакуированного оборудования и строительству новых заводов во время Отечественной войны[4]
- Почётная Грамота Президиума Верховного Совета РСФСР (10 октября 1957 года) — в связи с 25-летием треста «Тагилстрой» и за высокие производственные показатели[5]
- Почётный гражданин города Краснотурьинска (27 ноября 1974 года) — за большой вклад в строительство города Краснотурьинска и Богословского алюминиевого завода[6]